# Frank de Boer
Frank de Boer (15 tháng 5 năm 1970 tại Hoorn) là cầu thủ hậu vệ bóng đá người Hà Lan, là em trai song sinh (muộn 10 phút) của Ronald de Boer. Với 112 lần khoác áo Hà Lan, anh từng nắm kỉ lục đó một thời cho đến khi thủ môn Edwin van der Sar vượt qua được thành tích đó gần đây. Lần đầu anh ra sân thi đấu cho đội tuyển Hà Lan là trong trận gặp Ý vào tháng 9 năm 1990.
Anh bắt đầu sự nghiệp tại câu lạc bộ Ajax ở vị trí hậu vệ cánh trái, sau đó anh chuyển vào chơi ở vị trí trung vệ, vị trí đã theo anh trong suốt những năm thi đấu cho đội tuyển quốc gia. Sau khi giành cả Cúp C1 và Cúp UEFA cùng với Ajax anh đã gia nhập câu lạc bộ Barcelona. Tại Barcelona anh đã không đạt được danh hiệu nào đáng kể vì thế anh đã chuyển sang Galatasaray vào mùa hè năm 2003 sau đó lại sang Rangers vào tháng 1 năm 2004. Sau Euro 2004 anh cùng với người em sinh đôi của mình sang thi đấu ở Qatar cho câu lạc bộ Al-Rayyan SC.
Frank de Boer là đội trưởng của đội tuyển Hà Lan cho tới khi anh giải nghệ sau Euro 2004. Anh được coi như là một hậu vệ tài năng với sức làm việc bền bỉ và tầm quan sát tốt. Anh tham dự 2 kỳ World Cup 1994, 1998 và 3 kỳ Euro 1992, 2000 và 2004. Ở World Cup 1998, đường chuyền dài chính xác của anh đã tạo cơ hội cho Dennis Bergkamp ghi bàn thắng quyết định loại đội tuyển Argentina khỏi trận tứ kết. Tuy nhiên Hà Lan lại bị thua Brasil ở trận bán kết và sau đó lại thua Croatia ở trận tranh giải 3. Ở các kỳ Euro đội tuyển Hà Lan của anh đều bị thất bại ở trận bán kết. Euro 1992 là thất bại trước Đan Mạch trên chấm 11m, Euro 2000 là thất bại trước Ý trên chấm 11m, Euro 2004 là thất bại trước Bồ Đào Nha với tỉ số 1-2.
Frank de Boer chính thức giải nghệ năm 2006, năm 2007 anh trở lại Ajax tham gia công tác huấn luyện cho đội trẻ.

## Thành tích

### Cầu thủ
Ajax
- Eredivisie: 1989–90, 1993–94, 1994–95, 1995–96, 1997–98
- KNVB Cup: 1992–93, 1997–98
- Johan Cruijff Shield: 1993, 1994, 1995
- UEFA Champions League: 1994–95
- UEFA Cup: 1991–92
- UEFA Super Cup: 1995
- Intercontinental Cup: 1995

Barcelona
- La Liga: 1998–99

#### Cá nhân
- ESM Team of the Year: 1995–96
- FIFA World Cup All-Star Team: 1998
- UEFA Euro Team of the Tournament: 2000

### Huấn luyện viên
Ajax
- Eredivisie: 2010–11, 2011–12, 2012–13, 2013–14
- Johan Cruijff Shield: 2013

#### Cá nhân
- Amsterdamse coach van het jaar (De Fanny): 2012, 2014
- Rinus Michels Award: 2013, 2014
- JFK's Greatest Man Award: 2013